# 麻宮わかな
麻宮 わかな（あさみや わかな、1998年1月25日 - ）は、日本のAV女優。アトラクティブ所属。

## 略歴・人物
2021年2月にAVデビュー。なお、同月中にムーディーズ（1日）とマドンナ（7日）の2社からデビュー作が発売され、マドンナには専属女優「西村綾香（にしむら あやか）」として出演している。
2021年中に新作の発売がなくなり、公式ツイッターも削除されている。
2024年12月、香港警察は香港で売春に関わった疑いで、麻宮わかなら日本のアダルトビデオ（AV）女優3人を含む計35人を逮捕したと、香港紙明報などにて報じられた。

## 作品

### アダルトDVD
2021年
- バイクと男に跨ることが大好き!ただSEXが好きで好奇心で応募してきた 超スケベな馬乗りライダー SEXの逸材AVデビュー!!（2月1日、ムーディーズ）
- 表参道で働く抜け感抜群のオシャレ美人妻 西村綾香 26歳 AV DEBUT（2月7日、マドンナ）※「西村綾香」名義
- 120%リアルガチ軟派伝説 vol.95（4月8日、プレステージ）
- 素人妻をガチナンパ!女ざかりなアラサー奥様が悩むED男子のインポ改善 いやらしすぎるカラダとエロテクでフル勃起したち○ぽを生ハメ! イってもやめない激ピストンでドピュドピュ連続中出し!!（4月23日、赤面女子）
- 旦那が出掛けている間にヤレるだけヤリまくった2時間半の記録（7月16日、マキシング）
- ラグジュTV×PRESTIGE PREMIUM 50（7月16日、プレステージ）※「若宮エレナ」名義
- かつて100人斬りを達成した元ギャルが、持て余す男殺しのテクニックをフルに生かして自宅でエロ楽しいM性感サロン開いたってよ。（10月5日、アロマ企画）

2022年
- 朝までハシゴ酒×PRESTIGE PREMIUM 21（3月4日、プレステージ）
- 五ツ星ch★★★★★ 連れ込みSEX隠し撮りSP Channel65 盗撮でしか見られない素人の生々しいSEX（10月7日、プレステージ）

### アダルトVR
- ボクのカノジョは、エロカワイイ♥現役ナースVR 風邪をひいたボクにコスプレ看病SEX!さらに数日後…風邪が伝染ったカノジョと汗だく発散SEX!受け身プレイと責めプレイどちらも気持ちいい!イチャラブ2SEXシチュエーション!!（2021年4月28日、ムーディーズ）

### ネット配信
2021年
- 【初撮り】【ナースの休日】【立ってられない..】ご奉仕大好き白衣の天使。舐めているだけで濡れてくる彼女は、長時間の巨根ピストンに嬌声を響かせ.. ネットでAV応募→AV体験撮影 1481（3月12日、シロウトTV）
- 百戦錬磨のナンパ師のヤリ部屋で、連れ込みSEX隠し撮り 195 居酒屋で引っ掛けた美人店員のグラインド騎乗位がエロ過ぎた!感度抜群の膣内で中イキを繰り返し、苦情寸前のボリュームで喘ぎまくり♪（3月16日、ナンパTV）
- ラグジュTV 1387 「質の高いセックスを求めて…」麗しき美人看護師がラグジュTVへ緊急出演!柔らかな印象に秘めた性欲をカメラの前で解き放つ!卓越したプロの凄技に頬を染め甘い吐息を漏らしつつ、巨根を膣奥に擦り付け踊るように腰をふる騎乗位は必見!（4月5日、ラグジュTV）※「若宮エレナ」名義
- 院内で医師とハメまくるどエロ看護師!!【酒に酔って火照った体は性欲最高値!】×【ずぶ濡れパイパンにバイブ突っ込み「もっともっと〜」と発情期突入】×【デカチンで小尻を突けば突くほど感度爆上がり&ビクビク痙攣大絶頂!!!】：朝までハシゴ酒 72 in池袋駅周辺（4月9日、プレステージプレミアム）
- 【彼氏持ちなのに浮気SEXで挿入はナマ派ww超絶ビッチな劇団員を騙してザーメンパックした記録映像ww】（9月9日、まんまんランド）※「かなめ」名義

### イメージDVD
- ハレンチガール 某有名女子大に通う美人教育実習生がとんでもないスケベスキルを引っ提げて衝撃の着エロデビュー（2021年6月23日、pistil）※「遠山まり香」名義

### デジタル写真集
- 旦那が出掛けている間にヤレるだけヤリまくった2時間半の記録（2021年9月11日、マキシング）